# Nowa Wieś (Gorzów Śląski)
Nowa Wieś (auch Nowa Wieś Oleska, deutsch Neudorf) ist eine Ortschaft in Oberschlesien. Der Ort liegt in der Gmina Gorzów Śląski (Landsberg O.S.) im Powiat Oleski (Kreis Rosenberg) der Woiwodschaft Oppeln in Polen.

## Geographie

### Geographische Lage
Das Straßendorf Nowa Wieś liegt drei Kilometer nördlich vom Gemeindesitz Gorzów Śląski (Landsberg O.S.), 25 Kilometer nördlich der Kreisstadt Olesno (Rosenberg) und rund 67 Kilometer nordöstlich der Woiwodschaftshauptstadt Opole (Oppeln). Der Ort liegt in der Wyżyna Woźnicko-Wieluńska (Woischnik-Wieluń Hochland) innerhalb der Próg Woźnicki (Woischniker Schwelle) hin zur Obniżenie Liswarty (Lisswarther Senke). Durch den Ort fließt der Bach Pianka, ein linker Zufluss der Prosna. Durch den Ort verläuft die Woiwodschaftsstraße Droga wojewódzka 487. Westlich des Dorfes erstrecken sich weitläufige Waldgebiete.

### Nachbarorte
Nachbarorte von Nowa Wieś sind im Nordosten Krzyżanowice (Krysanowitz), im Osten Praszka und im Süden der Gemeindesitz Gorzów Śląski (Landsberg O.S.).

## Geschichte
Nach dem Ersten Schlesischen Krieg 1742 fiel Neudorf mit dem größten Teil Schlesiens an Preußen.
Nach der Neuorganisation der Provinz Schlesien gehörte die Landgemeinde Neudorf ab 1816 zum Landkreis Rosenberg O.S. im Regierungsbezirk Oppeln. 1845 bestanden im Dorf ein Vorwerk und eine katholische Schule und 24 Häuser. Im gleichen Jahr lebten in Neudorf 249 Menschen, davon 23 evangelisch. 1861 befand sich im Ort eine Dampfbrennerei. 1874 wird der Amtsbezirk Krzyzanzowitz  gegründet, zu dem Neudorf eingegliedert wird.
Bei der Volksabstimmung in Oberschlesien am 20. März 1921 stimmten 466 Wahlberechtigte für einen Verbleib bei Deutschland und 66 für Polen. Busow verblieb beim Deutschen Reich. 1925 lebten 722 Menschen im Ort, 1933 wiederum 741 Menschen. Am 1. April 1939 wurden die Orte Kreuzhütte und Gohle nach Neudorf eingemeindet. 1939 zählte die Gemeinde Neudorf 1896 Einwohner. Bis 1945 befand sich der Ort im Landkreis Neustadt O.S.
1945 kam der bisher deutsche Ort unter polnische Verwaltung, wurde der Woiwodschaft Schlesien angeschlossen und Nowa Wieś umbenannt. 1950 kam der Ort zur Woiwodschaft Oppeln und 1975 zur Woiwodschaft Tschenstochau. 1999 kam der Ort zum wiedergegründeten Powiat Oleski und wieder zur Woiwodschaft Oppeln.